# Saison 13 des Experts
Chronologie
Saison 12 Saison 14
Cet article présente le guide des épisodes de la saison 13 de la série télévisée Les Experts (CSI: Crime Scene Investigation).

## Distribution

### Acteurs principaux de la saison
- Ted Danson (V.F.: Guy Chapellier) : D.B. Russell
- Elisabeth Shue : Julie "Finn" Finlay
- George Eads (V.F.: Denis Laustriat) : Nick Stokes
- Jorja Fox (V.F.: Laurence Dourlens) : Sara Sidle
- Eric Szmanda (V.F.: Benjamin Boyer) : Greg Sanders
- Robert David Hall (V.F.: Pascal Casanova) : Albert Robbins
- Wallace Langham (V.F.: Jérémy Prévost) : David Hodges
- David Berman (V.F.: Jérémy Prévost) : David Phillips
- Elisabeth Harnois : Morgan Brody
- Jon Wellner : Henry Andrews[1]
- Paul Guilfoyle : (V.F.: François Dunoyer) : Jim Brass

### Invités
- Kyle Richards : Ms. Young[2] (épisode 5)
- Michael Gross : Président Rob Austin[3] (épisode 6)
- Bryan Callen : Jack Oxford[4] (épisode 6)
- Dylan Walsh : Tom Cooley[5] (épisode 8)
- Brian Van Holt : Captain Mike Robinson[6] (épisode 8)
- Spencer Grammer : Ella St. James[7] (épisode 11)
- David Cassidy : Peter Coe[8] (épisode 16)
- Michaela McManus : Kelly[9] (épisode 17)
- Nikki Deloach : Heather Conner[10] (épisode 20)
- Dichen Lachman : Jessica Lowell[11] (épisode 20)
- James Callis : journaliste[12] (épisode 22)
- Annabella Sciorra : Nancy, ex femme de Brass[13] (épisode 22)
- Tim Matheson : Mr. Tate[14] (épisode 22)
- Black Sabbath : invité musical[15] (épisode 22)
- Arye Gross : Vincent DeMarcus (épisode 2)
- Jean Louisa Kelly : Sheila DeMarcus (épisode 2)
- Enrique Murciano : Det. Carlos Moreno (épisode 1 et 3)
- Jay Acovone : Tommy Grazetti (épisode 4)
- Brooke Nevin : Maya (épisode 1)
- Malcolm Goodwin : Aaron Voss (épisode 7)
- Inbar Lavi : Heather Tile (épisode 9)
- Mark Moses : Jeffrey Frosythe (épisode 10)
- Gary Sinise : Mac Taylor (épisode 13)
- C.S. Lee : Vincent Carrado (épisode 13)
- Nicholas Bishop : Tom Scola (épisode 13)
- Edward Herrmann : Albert Vogel (épisode 13)
- Christopher Heyerdahl : Marc Ratelle (épisode 13)
- Kay Lenz : Laura Sidle (épisode 15)
- Henry Ian Cusick : Jimmy (épisode 16)
- Natalie Hall : Kathy Hill (épisode 16)
- Amy Acker : Sandy Larken (épisode 19)
- Yani Gellman : Doug Lasky (épisode 21)
- Eric Lange : Scott Tunnicliff (épisode 21)

## Épisodes

### Épisode 274:À la recherche de Kate
- États-Unis /  Canada : 26 septembre 2012[16]
- Suisse : 3 mars 2013 sur RTS Un
- Belgique : 3 mars 2013 sur RTL TVI
- Québec : 26 août 2013 sur Séries+[17]
- France : 5 février 2014 sur TF1

- États-Unis : 10,76 millions de téléspectateurs[18]
- Canada : 2,033 millions de téléspectateurs[19]
- France : 5,21 millions de téléspectateurs[20] (première diffusion)
- Belgique : 464 000 téléspectateurs[21] (25,8% PM) (première diffusion)

- Marc Van (Conrad Ecklie)
- Peri Gilpin (Barbara Russell)
- Brooke Nevin (Maya)
- Mia Hays (Kaitlyn)
- Billy Magnussen (Det. Michael Crenshaw)
- Larry Mitchell (Officer Mitchell)
- Conor O'Farrell (Undersheriff McKeen)
- Brandono W. Jones (Charlie Russell)
- Peter Onorati (Det. Luke Kimball)
- Enrique Murciano (Det. Carlos Moreno)
- Craig Sheffer (Jack Gilmore)
- Lewis T. Powell (Officer Norman)
- Dennis Hill (Paramedic #1)
- Bruno Gioiello (Uniform #1 / Hank)
- William Morse (Uniform #2)
- Ron Del Barrio (Uniform #3)
- Jonathan Camp (Uniform #4)

### Épisode 275:Hécatombe en cuisine
- États-Unis /  Canada : 10 octobre 2012
- Belgique : 3 mars 2013 sur RTL TVI
- Suisse : 10 mars 2013 sur RTS Un
- Québec : 2 septembre 2013 sur Séries+
- France : 12 février 2014 sur TF1

- États-Unis : 10,70 millions de téléspectateurs[22] (première diffusion)
- Canada : 1,9 million de téléspectateurs[23]
- France : 5,93 millions de téléspectateurs[24] (première diffusion)
- Belgique : 473 000 téléspectateurs[21] (26,6% PM) (première diffusion)

- Marc Van (Conrad Ecklie)
- Larry Mitchell (Officer Mitchell)
- Arye Gross (Vincent DeMarcus)
- Matt Hoffman (Owen DeMarcus)
- Willam Belli (Dahlia)
- Del Hunter-White (Connie (Bus Driver)
- Adrian Quinonez (Alex Brenner)
- Yves Bright (Rob Rios)
- Jean Louisa Kelly (Sheila DeMarcus)
- Adam J. Harrington (Ronald Basderic)
- Monnae Michaell (Deputy Marshal Karen Taylor)
- Larry Sullivan (Officer Akers)
- Joseph Patrick Kelly (Officer Metcalfe)
- Elizabeth Bogush (Eddie Graham)
- Dominick Morra (Older Man)
- Ann Benson (Older Woman)

### Épisode 276:Fleur sauvage
- États-Unis /  Canada : 17 octobre 2012
- Suisse : 17 mars 2013 sur RTS Un
- Belgique : 14 mai 2013 sur RTL TVI
- Québec : 9 septembre 2013 sur Séries+
- France : 12 février 2014 sur TF1

- États-Unis : 10,63 millions de téléspectateurs[25] (première diffusion)
- Canada : 1,45 million de téléspectateurs[26]
- France : 4,03 millions de téléspectateurs[24] (première diffusion)
- Belgique : 446 000 téléspectateurs[27] (25,6% PM) (première diffusion)

- Enrique Murciano (Det. Carlols Moreno)
- Victoria Moroles (Rosa Flores)
- Madalyn Horcher (Jacinta Flores)
- Michael Irby (Adrian Flores)
- Larry Hankin (Old Stoner Dude)
- Dana Davis (Amanda Pedroia / Neon Kitty)
- Jesse Garcia (Ollie Ruiz)
- Zuleyka Silver (Elena Punta)

### Épisode 277:La Musique dans la peau
- États-Unis /  Canada : 24 octobre 2012
- Suisse : 24 mars 2013 sur RTS Un
- Belgique : 14 mai 2013 sur RTL TVI
- Québec : 16 septembre 2013 sur Séries+
- France : 26 février 2014 sur TF1

- États-Unis : 9,95 millions de téléspectateurs[28] (première diffusion)
- Canada : 1,913 million de téléspectateurs[29]
- France : 2,97 millions de téléspectateurs[30] (première diffusion)
- Belgique : 434 000 téléspectateurs[27] (24,4% PM) (première diffusion)

- Jessica Lee Keller (Alison Bailey)
- Erhun Akpinar (Ledo Wright)
- Frankie Aydugan (Tommy Grazetti, age 21)
- Channon Roe (Lenny "Moondog" Vanders)
- Toby Huss (Frank Sinatra/Jeff Levitt)
- Marcus Brown (Stage Manager)
- Jay Acovone (Tommy Grazetti (present day))

### Épisode 278:Une vie de chien
- États-Unis /  Canada : 31 octobre 2012
- Suisse : 31 mars 2013 sur RTS Un
- Québec : 23 septembre 2013 sur Séries+
- Belgique : 18 octobre 2013 sur RTL TVI
- France : 5 février 2014 sur TF1

- États-Unis : 10,91 millions de téléspectateurs[31] (première diffusion)
- Canada : 1,847 million de téléspectateurs[32]
- France : 4,03 millions de téléspectateurs[20] (première diffusion)

- Larry Mitchell (Officer Mitchell)
- David S. Lee (Sergeant Varanski)
- James Hyde (en) (Barry Sloan)
- Caroline Lagerfelt (Marjorie Randell)
- Michael Bunin (Brent Walsh)
- Brianne Davis (Sabrina Walsh)
- Kyle Richards-Umansky (Ms. Young)
- Elizabeth Abrams (Hooker #1)
- Tauvia Dawn (Hooker #2)
- Johanna Braddy (Carly Green)
- Mike Alexander (Vinnie Barso)
- Brigette Davidovici (Jen)
- Katie Leclerc (Christine)

### Épisode 279:De la balle au prisonnier
- États-Unis /  Canada : 7 novembre 2012
- Suisse : 7 avril 2013 sur RTS Un
- Québec : 30 septembre 2013 sur Séries+
- Belgique : 25 octobre 2013 sur RTL TVI
- France : 5 février 2014 sur TF1

- États-Unis : 10,33 millions de téléspectateurs[33] (première diffusion)
- Canada : 1,71 million de téléspectateurs[34]
- France : 2,96 millions de téléspectateurs[20] (première diffusion)

- Brandon W. Jones (Charlie Russell)
- Peri Gilpin (Barbara Russell)
- Robert Mammana (Coach Tom Burns)
- Theodore Borders (TJ Fair)
- Michael Gross (President Rob Austin)
- Bryan Callen (Jack Oxford)
- Kevin Mondane Jr. (Assistant Coach)
- Italia Ricci (Vanessa Drake)
- Alexie Gilmore (Linda Burns)
- Elaine Tan (Miss Lotus)

### Épisode 280:L'Ange déchu
- États-Unis /  Canada : 14 novembre 2012
- Suisse : 14 avril 2013 sur RTS Un
- Québec : 7 octobre 2013 sur Séries+
- Belgique : 1er novembre 2013 sur RTL TVI
- France : 12 mars 2014 sur TF1

- États-Unis : 11,01 millions de téléspectateurs[35] (première diffusion)
- Canada : 1,939 million de téléspectateurs[36]
- France : 4,03 millions de téléspectateurs[37] (première diffusion)

- Larry Mitchell (Officer Mitchell)
- Meta Golding (Tina Brewster)
- Terrell Ranson, Jr. (Eli Brewster)
- Kofi Siriboe (James Newman)
- Michael Hyatt (Jolene Newman)
- Malcolm Goodwin (Aaron Voss)
- Harrison Page (Reverend Rick Renken)

### Épisode 281:L'Éclat du passé
- États-Unis /  Canada : 21 novembre 2012
- Suisse : 21 avril 2013 sur RTS Un
- Québec : 14 octobre 2013 sur Séries+
- Belgique : 8 novembre 2013 sur RTL TVI
- France : 12 février 2014 sur TF1

- États-Unis : 10,77 millions de téléspectateurs[38] (première diffusion)
- Canada : 2,088 millions de téléspectateurs[39]
- France : 5,15 millions de téléspectateurs[24] (première diffusion)

- Larry Mitchell (Officer Mitchell)
- Litha P. Johnson (Female FBI Agent)
- Gonzalo Menendez (Sheriff Anderson)
- Lilli Birdsell (Dr. Monica Warren)
- Brian Van Holt (Captain Mike Robinson)
- Eric Steinberg (Eric Louie)
- Sarah Joy Brown (Marla Louie)
- Scott Lowell (Gavin Pearson)
- Dylan Walsh (Tom Cooley)
- Mark Provencher (Father)
- Cameron Hunt (Son)
- Drew Osborne (Young Tom Cooley)
- Lauran Irion (Young Marla Louie)

### Épisode 282:Nuit de folie
- États-Unis /  Canada : 28 novembre 2012
- Suisse : 28 avril 2013 sur RTS Un
- Québec : 21 octobre 2013 sur Séries+
- Belgique : 15 novembre 2013 sur RTL TVI
- France : 12 février 2014 sur TF1

- États-Unis : 12,11 millions de téléspectateurs[40] (première diffusion)
- Canada : 2,235 millions de téléspectateurs[41]
- France : 2,72 millions de téléspectateurs[24] (première diffusion)

- Marc Vann (Conrad Ecklie)
- Larry Mitchell (Officer Mitchell)
- Alimi Ballard (Officer Kevin Crawford)
- Inbar Lavi (Chastity/Heather Tile)
- Lilly Walton (Sergeant Amelia Weiss)
- Andrew Elvis Miller (Joslyn/Josh McClure)
- Anthony Azizi (Adrian Dinan)
- Mat Vairo (Bobby Reed)
- David Magidoff (Marko Palmisano)
- Ming Lo (Anthony Pak)
- Patrick Cassidy (Dennis Reed)
- Teal Redmann (Ellie Brass)

### Épisode 283:Vol à haut risque
- États-Unis /  Canada : 12 décembre 2012
- Suisse : sur RTS Un
- Québec : 28 octobre 2013 sur Séries+
- Belgique : 22 novembre 2013 sur RTL TVI
- France : 19 février 2014 sur TF1

- États-Unis : 9,59 millions de téléspectateurs[42] (première diffusion)
- Canada : 1,865 million de téléspectateurs[43]
- France : 3,14 millions de téléspectateurs[44] (première diffusion)

- Pamela Reed (Donna Hoppe)
- Josh Randall (NTSB Investigator)
- Kenneth Mitchell (Dalton Burke)
- Anthony Brophy (Hal (Aircraft Mechanic)
- Mark Moses (Jeffrey Forsythe)
- Gina Ravera (Dr. Paula O'Keefe)
- Jessica Lancaster (Nurse)

### Épisode 284:Une vérité brûlante
- États-Unis /  Canada : 16 janvier 2013
- Québec : 4 novembre 2013 sur Séries+
- Belgique : 29 novembre 2013 sur RTL TVI
- Suisse : sur RTS Un
- France : 19 février 2014 sur TF1

- États-Unis : 11,14 millions de téléspectateurs[45] (première diffusion)
- Canada : 2,412 millions de téléspectateurs[46]
- France : 4,44 millions de téléspectateurs[44] (première diffusion)

- Alex Carter (Detective Vartann)
- Daniel Roebuck (Fred Paulsen)
- Spencer Grammer (Ella St. James)
- Lenny Jacobson (Denny Jones)
- Abigail Klein (Rainy Days / Jennifer Thomas)
- Jacob Zachar (Chad Lane)
- Danielle Bisutti (Theresa Shea)
- Tom Choi (Director)
- Richard Blake (Robbie)
- Felisha Terrell (Competitive Reporter)

### Épisode 285:Jeu set et meurtre
- États-Unis /  Canada : 23 janvier 2013
- Québec : 11 novembre 2013 sur Séries+
- Belgique : 6 décembre 2013 sur RTL TVI
- Suisse : sur RTS Un
- France : 26 février 2014 sur TF1

- États-Unis : 11,46 millions de téléspectateurs[47] (première diffusion)
- Canada : 2,269 millions de téléspectateurs[48]
- France : 5,86 millions de téléspectateurs[30] (première diffusion)

- Larry Mitchell (Officer Mitchell)
- Susie Abromeit (Tara Janssen)
- Brittany Shaw (Claudia Weber)
- Justin Gimelstob (Justin Gimelstob)
- Lindsay Davenport (Lindsay Davenport)
- Larry Sullivan (Officer Akers)
- Ivan Sergei (Ivan Cafferty)
- Matt McCoy (en) (Simon Weber)
- David Chisum (Agent Smith)
- Brandon Michael Rowan (Ernest Prestwich / Brent Abbot)
- Christine Marie Evert (Chris Evert)
- Catrinel Menghia (Elisabetta)
- Ever Carradine (Dr. Darcy Shaw)
- Makenzie Moss (Claudia Weber - 4 years old)

### Épisode 286:Mauvaise surprise
- États-Unis /  Canada : 6 février 2013
- Suisse : 12 juin 2013 sur RTS Un
- Québec : 18 novembre 2013 sur Séries+
- Belgique : 13 octobre 2013 sur RTL TVI
- France : 19 février 2014 sur TF1

- États-Unis : 10,97 millions de téléspectateurs[49] (première diffusion)
- Canada : 2,071 millions de téléspectateurs[50]
- France : 6,15 millions de téléspectateurs[44] (première diffusion)

- Gary Sinise (Mac Taylor)
- Larry Mitchell (Officer Mitchell)
- Damian O'Hare (Jonah Drake)
- Nicole Steinwedell (Samantha Wilson)
- Edward Herrmann (Albert Vogel)
- Jeff Branson (Jack Davari)
- C.S. Lee (Vincent Carrado)
- Nicholas Bishop (Tom Scola)
- Christopher Heyerdahl (Marc Ratelle)
- Kirk Acevedo (James Boyd)
- Donnell Turner (Bouncer)

### Épisode 287:Le Cœur assassin
- États-Unis /  Canada : 13 février 2013
- Québec : 25 novembre 2013 sur Séries+
- Belgique : 13 décembre 2013 sur RTL TVI
- France : 12 mars 2014 sur TF1

- États-Unis : 8,54 millions de téléspectateurs[52] (première diffusion)
- Canada : 1,873 million de téléspectateurs[53]
- France : 5,39 millions de téléspectateurs[37] (première diffusion)

- Marc Vann (Conrad Ecklie)
- Larry Mitchell (Officer Mitchell)
- Alimi Ballard (Officer Kevin Crawford)
- Sandra Vergara (Silvana Cuerto)
- Alexandra Manea (Marta Cuerto)
- Ignacio Serricchio (Estefan Meha)
- Antonio Jaramillo (Antonio Ficha)
- Castulo Guerra (Willie Santos)
- Jennifer Hamilton (Choreographer)
- Micki Duran (Dancer #1)
- Nolan Padilla (Dancer #2)
- Noel Bajandas (Dancer #3)
- Vaitiare Au-Harehoe (Dancer #4)
- Rodrigo Guzman (Dancer #5)
- Zuzano Lova (Dancer #6)
- Jeremy Barthel (Dancer #7)
- Rhapsody Violetti (Dancer #8)

### Épisode 288:L'Agresseur agressé
- États-Unis /  Canada : 20 février 2013
- Québec : 2 décembre 2013 sur Séries+
- Belgique : 20 décembre 2013 sur RTL TVI
- Suisse : sur RTS Un
- France : 26 février 2014 sur TF1

- États-Unis : 10,65 millions de téléspectateurs[54] (première diffusion)
- Canada : 2,083 millions de téléspectateurs[55]
- France : 6,34 millions de téléspectateurs[30] (première diffusion)

- Alimi Ballard (Officer Kevin Crawford)
- Adam J. Harrington (Ronald Basderic)
- Larry Sullivan (Officer Akers)
- Kay Lenz (Laura Sidle)
- Carter MacIntyre (Taylor Wynard)
- Stan Egi (Joel Brenner)

### Épisode 289:Jeu de massacre
- États-Unis /  Canada : 27 février 2013
- Québec : 9 décembre 2013 sur Séries+
- Belgique : 27 décembre 2013 sur RTL TVI
- Suisse : sur RTS Un
- France : 19 mars 2014 sur TF1

- États-Unis : 9,44 millions de téléspectateurs[56] (première diffusion)
- Canada : 1,862 million de téléspectateurs[57]
- France : 5,51 millions de téléspectateurs[58] (première diffusion)

- Marc Vann (Conrad Ecklie)
- Larry Mitchell (Officer Mitchell)
- David Cassidy (Peter Coe)
- Becky O'Donohue (Ava Rendell)
- Scott Hoxby (Trent Aldridge)
- Henry Ian Cusick (Dr. Jimmy)
- Natalie Hall (Katy Hill)
- Kevin Scott Allen (Bo Mattison)

### Épisode 290:Bombe à retardement
- États-Unis /  Canada : 20 mars 2013
- Québec : 16 décembre 2013 sur Séries+
- Belgique : 3 janvier 2014 sur RTL TVI
- France : 12 mars 2014 sur TF1

- États-Unis : 10,53 millions de téléspectateurs[59] (première diffusion)
- Canada : 2,425 millions de téléspectateurs[60]
- France : 2,37 millions de téléspectateurs[37] (première diffusion)

- Larry Mitchell (Officer Mitchell)
- Emme Rylan (Amy Phillips)
- Bree Williamson (Becca Sabin)
- T.J. Ramini (Grady Foster)
- Jeanette Brox (Janet Morse)
- Michaela McManus (Kelly Nivens)
- Adam Busch (Max Dinello)
- Lucas Bryant (Sean McHenry)
- Kevin Cahoon (en) (Gary Drosdick)

### Épisode 291:La Nuit du chasseur
- États-Unis /  Canada : 3 avril 2013
- Québec : 23 décembre 2013 sur Séries+
- Belgique : 10 janvier 2014  sur RTL TVI
- France : 12 mars 2014 sur TF1

- États-Unis : 9,89 millions de téléspectateurs[61] (première diffusion)
- Canada : 2,024 millions de téléspectateurs[62]
- France : 6,2 millions de téléspectateurs[37] (première diffusion)

- Dalton Day (Carl Abrams)
- Paul Johansson (Edward Trigg)
- Cameron Deane Stewart (Dylan Trigg)
- Neal McDonough (Tommy Barnes (Bunker Man)
- Rebecca Forsythe (Miranda Barnes)
- Kate Danson (Jill McDermott)
- Blair Redford (Luke Holland)
- Alimi Ballard (Officer Kevin Crawford)

### Épisode 292:Seule au monde
- États-Unis /  Canada : 10 avril 2013
- Québec : 30 décembre 2013 sur Séries+
- Belgique : 17 janvier 2014 sur RTL TVI
- France : 26 février 2014 sur TF1

- États-Unis : 11,11 millions de téléspectateurs[63] (première diffusion)
- Canada : 2,098 millions de téléspectateurs[64]
- France : 4,44 millions de téléspectateurs[30] (première diffusion)

- Larry Mitchell (Officer Mitchell)
- Amy Acker (Sandy Larken)
- Kylie Rogers (Molly Goodwin)
- Dey Young (Agnes Goodwin)
- James McCauley (Bruce Goodwin)
- Malea Mitchell (Crystal)
- Vincent Ventresca (Connor Durman)
- Wings Hauser (Tony Lash)

### Épisode 293:Au-delà de la peur
- États-Unis /  Canada : 1er mai 2013
- Québec : 6 janvier 2014 sur Séries+
- Belgique : 24 janvier 2014 sur RTL TVI
- France : 19 mars 2014 sur TF1

- États-Unis : 9,49 millions de téléspectateurs[65] (première diffusion)
- Canada : 1,75 million de téléspectateurs[66]
- France : 4,7 millions de téléspectateurs[58] (première diffusion)

- Larry Mitchell (Officer Mitchell)
- Catrinel Menghia (Elisabetta)
- Matthew Del Negro (Alan Quinn)
- Daniel DiTomasso (Santo)
- Emma Fitzpatrick (Mary Wade)
- Nikki DeLoach (Heather Conner)
- Dichen Lachman (Jessica Lowell)

### Épisode 294:S.O.S. Fantômes
- États-Unis /  Canada : 8 mai 2013
- Québec : 13 janvier 2014 sur Séries+
- Belgique : 31 janvier 2014 sur RTL TVI
- France : 19 mars 2014 sur TF1

- États-Unis : 9,82 millions de téléspectateurs[67] (première diffusion)
- Canada : 1,548 million de téléspectateurs[68]
- France : 3,6 millions de téléspectateurs[58] (première diffusion)

- Larry Mitchell (Officer Mitchell)
- Billy Aaron Brown (Owen Webber)
- Erica Dasher (Carrie Sinlair)
- Yani Gellman (Doug Lasky)
- Ian Bohen (Jeff Pope)
- Eric Lange (Scott Tunnicliff)
- Kiersten Warren (Monica Downs)
- Shea Elmore (Receptionist)

### Épisode 295:La divine comédie
- États-Unis /  Canada : 15 mai 2013[69]
- Québec : 20 janvier 2014 sur Séries+
- Belgique : 7 février 2014 sur RTL TVI
- France : 26 mars 2014 sur TF1

- États-Unis : 9,53 millions de téléspectateurs[70] (première diffusion)
- Canada : 1,996 million de téléspectateurs[71]
- France : 5,69 millions de téléspectateurs[72] (première diffusion)

- Marc Van (Conrad Ecklie)
- Eric Roberts (Brother Daniel Larson)
- Tangie Ambrose (Miss Kitty / Angela Banner)
- James Callis (John Merchiston)
- Michelle N. Carter (Doctor)
- Luke Kleintank (Jake / Usher)
- Annabella Sciorra (Nancy Brass)
- Tim Matheson (Oliver Tate / Anonymous)
- Ozzy Osbourne (lui-même)
- Aryn Wuthrich (Sheila / Detoxing Woman)
- Teal Redmann (Ellis Brass)
- Tony Iommi (lui-même)
- Thomas D. Clufetos Jr. (lui-même)
- Geezer Butler (lui-même)